# Gli inesorabili (film 1950)
Gli inesorabili è un film del 1950 diretto da Camillo Mastrocinque e Roberto Savarese.

## Produzione
Il film rientra nel filone dei melodrammi sentimentali, comunemente detto strappalacrime, allora molto amato dal pubblico italiano, sebbene malvisto dalla critica cinematografica coeva, la quale, solo a partire dagli anni settanta rivaluterà in positivo tale tipologia di pellicole (coniando appositamente il termine neorealismo d'appendice per indicarle).

## Distribuzione
Il film venne distribuito nel circuito cinematografico italiano il 1º novembre del 1950.